# 隨風飄的月影蘭
《隨風飄的月影蘭》是由MADHOUSE製作、大地丙太郎執導的日本原創電視動畫作品。2000年1月26日至同年4月19日在WOWOW首播，全13話。
本作品播出之後，還有推出與動畫同名的漫畫版，由大地丙太郎原作、SUEZEN負責作畫，2000年10月1日發行，全一冊。

## 作品簡介
導演大地丙太郎是演員近衛十四郎的粉絲，因此本作品是大地自身以演員近衛十四郎主演的電視時代劇《素浪人 月影兵庫》、《素浪人 花山大吉》為原型來製作的時代劇動畫。
作品描述了女浪人月影蘭和使用中國拳法的拳師喵在旅途上捲入了各式各樣的事件。本作原型大概就是月影兵庫、花山大吉和燒津的半次之間的關係。月影蘭和花山大吉同樣是嗜好飲酒、劍術一流。

## 劇情簡介
本片講述了江戶時代，一位武藝高強但又嗜酒如命的女浪人月影蘭與一位使用貓鐵拳格鬥術的小女孩阿喵相遇並一起遊歷於各處的故事。兩人走到哪裡都會遇到惡棍，一路上行俠仗義，但又不時地鬧出點笑話……

## 登場人物
月影蘭（聲：安原麗子）
本作主角。浪人，自稱「美麗女浪人」。喜歡酒和豆渣，又將酒視作生命。而她的嗜酒和刀劍的使用是兒時從朋友那裏所學來。
平常身穿白色的和服、青色的袴及白色的足袋。
外表之下看起來相當文靜，但是只要一看到酒，她的情緒就會急遽飆升，看到大象就會變得非常緊張。
貓鐵拳的喵（或譯妙）（聲：岡村明美）
蘭的搭檔（但經常自己一個人行動）。擅長「貓鐵拳」的拳法。平常身穿變化樣式的粉紅旗袍，系著白色的腰巾，下半身是迷你短折裙加長筒襪。背後藏著短棒為武器。
故事一開始以蘭的對手現身。之後與蘭踏上找尋東西之旅，但她自己也不清楚找尋的目的。
與蘭的性格相反，本身性格慷慨大方，看到有困境的人不能放任不管，但是陷入混亂的最後大多是在蘭出面之下才平息。
基本上自稱「貓鐵拳的喵姊姊」，但是隨著各集登場的對手不同，也會改稱自己是一位「微不足道之旅的拳法家」。不擅長飲酒。

## 製作人員
- 原作、導演：大地丙太郎
- 助理導演：秦義人
- 演出總監：櫻井弘明
- 人物設定：渡邊一
- 總作畫監督：吉松孝博
- 美術監督：金子英俊
- 攝影監督：山口仁
- 色彩設計：秋山久美
- 剪輯：尾形治敏（第1～10話）→松村正宏（第11話～）
- 音樂：佐橋俊彥
- 音樂製作人：野崎圭一（日语：野崎圭一）
- 音樂製作：Victor Entertainment
- 音響監督：田中一也（日语：たなかかずや）
- 製作人：鈴木一彥、諸澤昌男
- 動畫製作：MADHOUSE
- 製作：萬代影視

## 主題歌
片頭曲
作詞：大地丙太郎，作曲：宮下健治，編曲：伊戶德男，主唱：三澤明美
片尾曲「2」
作曲：貴三優大，編曲：上杉洋史，主唱：安原麗子

## 各話列表
| 話數 | 首播日期       | 日文標題 | 劇本       | 分鏡       | 演出     | 作畫監督 |
| ---- | -------------- | -------- | ---------- | ---------- | -------- | -------- |
| 1    | 2000年 1月26日 |          | 大地丙太郎 | 大地丙太郎 | 村田雅彥 | 吉松孝博 |
| 2    | 2月2日         |          | 橫手美智子 | 玉野陽美   | 玉野陽美 | 箕輪悟   |
| 3    | 2月9日         |          | 橫手美智子 | 池野文雄   | 松村泰博 | 廣田知子 |
| 4    | 2月16日        |          | 池田真美子 | 善聰一郎   | 善聰一郎 | 菊地洋子 |
| 5    | 2月23日        |          | 永月十     | 西村聰     | 村田雅彥 | 菅野利之 |
| 6    | 3月1日         |          | 橫手美智子 | 玉野陽美   |          | 北野幸廣 |
| 7    | 3月8日         |          | 池田真美子 | 政木伸一   | 伊藤真朱 | 岩井優器 |
| 8    | 3月15日        |          | 永月十     | 佐山聖子   | 村田雅彥 | 田崎聰   |
| 9    | 3月22日        |          | 永月十     | 林秀夫     | 林秀夫   | 菊地洋子 |
| 10   | 3月29日        |          | 佐藤龍雄   | 松村泰博   | 松村泰博 | 廣田知子 |
| 11   | 4月5日         |          | 秦義人     | 村田雅彥   | 伊藤真朱 | 岩井優器 |
| 12   | 4月12日        |          | 永月十     | 小島正幸   |          | 北野幸廣 |
| 13   | 4月19日        |          | 高橋良輔   | 大地丙太郎 | 村田雅彥 | 吉松孝博 |

## 廣播劇CD
隨風飄的月影蘭 CD劇場「CD。」（VICL-60545）
某日，在一個天下太平的藍天之下，喵依然繼續她的旅行；但在此時，有一位名叫岩崎岩兵衛（通稱小岩）的男子在喵的面前現身。另一方面，月影蘭在午睡的時候，一位名叫玉姬的公主跑來向蘭請求將她帶回小岩身邊，而小岩以前曾經效忠玉姬。然而，在護送玉姬的路上，被刺客惡德家老小田切玄蕃襲擊。被捲入這場事件的蘭與喵，能將決意要重返城堡的玉姬帶回效忠她的100位武士面前嗎？
- 配音員
  - 月影蘭：安原麗子
  - 喵：岡村明美
  - 玉姬：川澄綾子
  - 岩崎岩兵衛：三木眞一郎
  - 小田切玄蕃：谷口節
  - 玄蕃的部下 “高橋主水”：高橋廣司
  - 玄蕃的部下 “竹本一郎太”：竹本英史
  - 玄蕃的部下 “天田權左衛門”：天田益男
  - 玄蕃的部下 “矢部陣十郎”：矢部雅史
  - 街上的蟎蟲1：高橋廣樹
  - 街上的蟎蟲2：橫尾博之
  - 宿屋的女中“夏”：夏海
  - 旁白：

## 外部連結
- MADHOUSE官方網站作品簡介 （页面存档备份，存于） （日語）
- 隨風飄的月影蘭（動畫）在動畫新聞網百科全書中的資料（英文） （英文）
- Animerica article （英文）